# Ошиб (Кудымкарский район)
Ошиб — село в Кудымкарском районе Пермского края. Бывший административный центр упразднённого Ошибского сельского поселения.  По данным Всероссийской переписи населения 2010 года, в селе проживало 536 человек (271 мужчина и 265 женщин).

## География
Располагается на правом берегу реки Велвы северо-восточнее от города Кудымкара. Расстояние до районного центра составляет 30 км. 

## История
Населённый пункт впервые упоминается в 1700 году как «починок на Ошибе». После того как в 1862 году была построена деревянная Свято-Дмитриевская церковь, Ошиб получил статус села. К церкви села Ошиб была приписана церковь Апостола Иакова Брата Господня деревни Захарова, построенная в 1893 году. В 1905 году в селе появилась библиотека.
В годы Гражданской войны село несколько раз переходило от красных к белым и обратно. В 1924 году село Ошиб стало центром Ошибского сельского совета. По данным на 1926 год в селе проживало 182 человека, имелось общество потребителей, отделение почты, начальная школа, комитет бедноты, фельдшерский пункт. В феврале 1928 года был организован колхоз «Ошибский».
12 марта 1951 года в селе была образована укрупнённая сельхозартель имени Шверника (с 30 октября 1957 года – «Совет»). По данным на 1 июля 1963 года, в селе проживало 220 человек. 8 января 1969 году колхозы «Совет» и имени Чапаева были объединены, образовав совхоз «Ошибский».
В 1975 году Свято-Дмитриевская церковь была снесена, а на её фундаменте было построено новое здание Ошибского сельского совета и централизованные ремонтные мастерские. В 1978 году построена Ошибская участковая больница на 60 коек. В 1981 году в селе Ошиб построен детский комбинат на 140 мест. В 1989 году совхоз построил двухэтажное здание правления, на первый этаж которого в 1990 году переехал сельский Совет. Старое здание сельсовета было вновь переделано в церковь.

## Население
| 2010 |
| ---- |
| 536  |

## Известные уроженцы, жители
Анна Петровна Власова (родилась в селе 8 мая 1941 года) — советский партийный деятель, российский политик, депутат Государственной Думы I и II созывов

## Инфраструктура
В селе действует совхоз «Ошибский», пожарное депо, Ошибское сельпо, АТС, отделение почтовой связи, участковая больница, аптека. Имеется средняя школа, где с 1977 года располагается краеведческий музей, детский сад, дом культуры, библиотека и церковь.

## Достопримечательности
В селе находятся памятники жертвам Гражданской и Великой Отечественной войн. Неподалёку находятся археологические памятники — селища Ошиб I и II.